# AGM-86 ALCM

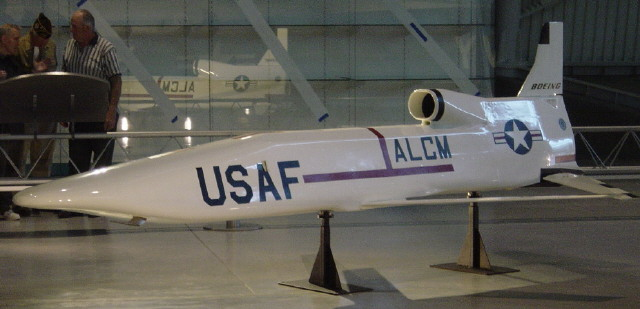
AGM-86A ALCM exposat al Museu Nacional de l'Aire i l'Espai de Washington DC

El Boeing AGM-86 ALCM (sigles en anglès d'Air-Launched Cruise Missile) és un míssil de creuer subsònic destinat a ser llançat des d'un avió nord-americà de l'empresa Boeing i usat per les Forces Aèries dels Estats Units. Aquests míssils van ser desenvolupats per incrementar l'efectivitat i la supervivència dels bombarders estratègics Boeing B-52H Stratofortress.

## Variants
- AGM-86A, el prototip.
- AGM-86B, amb capacitat per portar caps nuclears. Foren retirats el 1992.
- AGM-86C, míssil de creuer llançable des de l'aire convencional (CALCM, segons les sigles en anglès) derivat de l'AGM-86B però amb caps explosius i de fragmentació en lloc de nuclears.
- AGM-86D, versió de l'anterior amb cap penetrador per atacar objectius altament protegits i búnquers especials.